# Il fantasma di Londra
Il fantasma di Londra (Der Mönch mit der Peitsche) è un film giallo tedesco del 1967 diretto da Alfred Vohrer, adattamento cinematografico del romanzo Il terrore di Edgar Wallace.

## Trama
Per ordine di un uomo misterioso, Frank Keeney, detenuto in un carcere di massima sicurezza, viene fatto uscire con la complicità di due secondini e del personale della cucina, che lo nascondono in un bidone dei rifiuti. Portato bendato in un covo pieno di acquari riceve l'ordine di uccidere dapprima Betty e poi Pamela, due studentesse di un collegio femminile senza alcun legame apparente, salvo alcuni rapporti non del tutto chiari con un insegnante. Il caso viene affidato all'ispettore Higgins ma le indagini sono disturbate da un misterioso personaggio nascosto da una tonaca rossa e abile nell'uso della frusta, con la quale rompe l'osso del collo delle sue vittime. Il fantasma uccide dapprima Keeney, che si ribella al misterioso capo, quindi il prof. Denver, primo sospettato degli omicidi per i suoi rapporti intimi con le studentesse, ma questi omicidi rafforzano nell'ispettore Higgins il sospetto che la verità sia tutt'altra, e che il vero obiettivo del capo sia una ben precisa ragazza.